# Acosmetia morrisii
Acosmetia morrisii är en fjärilsart som beskrevs av Morris 1837. Acosmetia morrisii ingår i släktet Acosmetia och familjen nattflyn. Inga underarter finns listade i Catalogue of Life.

## Bildgalleri

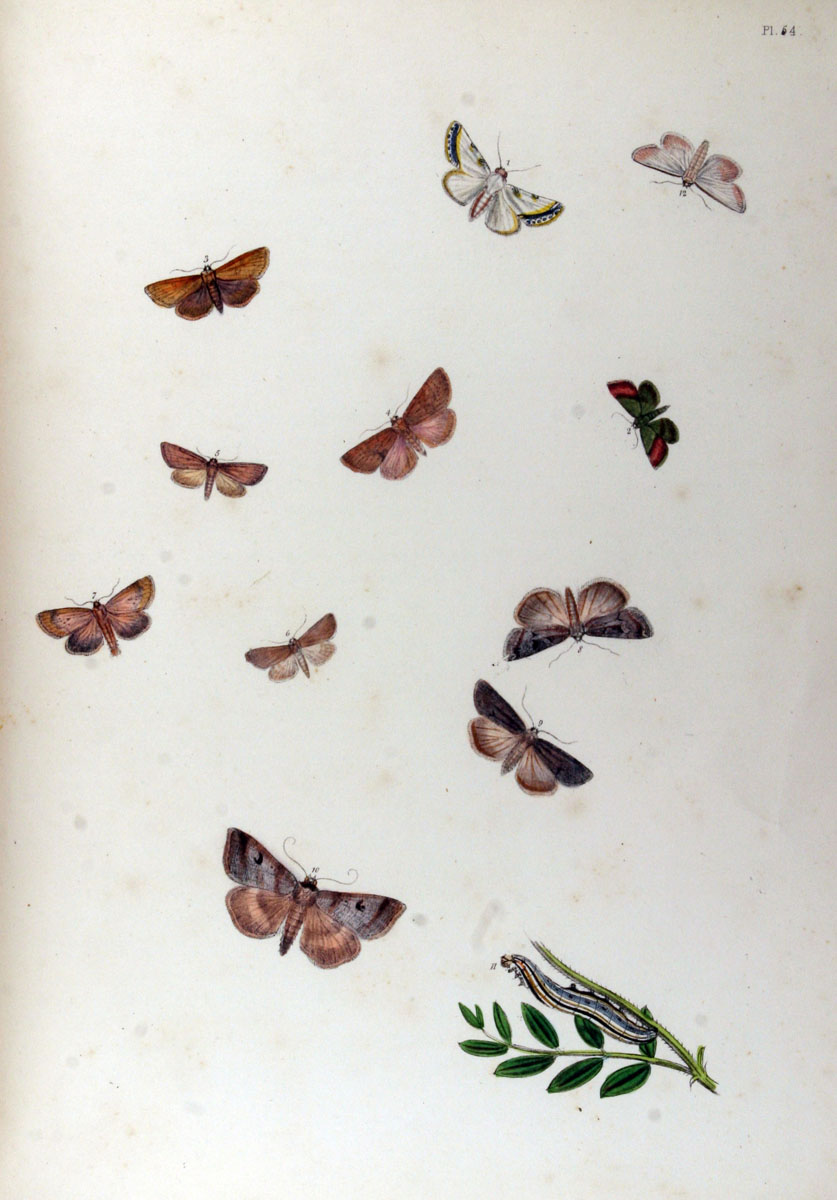